# Родіонов Сергій Валентинович
Сергі́й Валенти́нович Родіо́нов (2 вересня 1956) — український тренер стрільби з лука, майстер спорту, заслужений працівник фізичної культури і спорту України, заслужений тренер України.

## З життєпису
На тренерській посаді з 1979 року. У 1986—1988 роках — тренер молодіжної збірної команди СРСР, згодом збірної команди УССР. У 1993—2000 роках — тренер збірної команди України. Згодом тренував збірні Філіппін, Великобританії, Польщі.
Тренер-викладач бронзових призерів зі стрільби з лука Родіонової Поліни (племінниця) та Артема Овчиннікова; чемпіонки Європи, чемпіонки, срібної та бронзової призерки чемпіонату України Євгенії Чибісової, Валентина Куцого — чемпіона, срібного та бронзового призера в командному чемпіонаті України.